# Arda d'Armenia
Arda d'Armenia (in armeno Արդա?) (... – dopo il 1116) è stata una regina armena.
Fu la seconda moglie di re Baldovino I di Gerusalemme nonché prima regina del Regno di Gerusalemme poiché il fratello e predecessore del re, Goffredo di Buglione, non si sposò mai.

## Biografia
Arda era la figlia di Thoros I d'Armenia un piccolo nobile armeno, signore di Marash. Baldovino la sposò nel 1097 dopo la morte della sua prima moglie, Godehilde di Tosny, che aveva viaggiato con lui nella Prima crociata e che morì proprio a Marash. Thoros promise 60 000 bisanti come dote. Fu un matrimonio politicamente conveniente, poiché Baldovino divenne il primo Conte di Edessa, uno stato crociato nel territorio dell'Armenia in Mesopotamia.
Baldovino succedette al fratello come re di Gerusalemme nel 1100 e raggiunse la città via terra. Arda non viaggiò con lui, ma attese nel Nord della Siria una nave che la trasportasse verso sud; viaggiò per mare e giunse a Gerusalemme probabilmente nel 1101. Poco dopo il suo arrivo (certamente prima del 1105) Baldovino rinnegò il matrimonio, perché sospettava che Arda l'avesse tradito, o, secondo Guiberto di Nogent, perché pensava fosse stata stuprata dai pirati durante la traversata per Gerusalemme. Guglielmo di Tiro, invece, sostiene che Baldovino cercasse un matrimonio più vantaggioso poiché Thoros aveva corrisposto solo una minima parte della dote promessa, Arda non aveva avuto figli e una moglie armena era meno utile a Gerusalemme che a Edessa. Fulcherio di Chartres, il cronista più vicino al re, non menziona affatto la questione, il che fa pensare che Baldovino non avesse alcun motivo legittimo per annullare il matrimonio. Costrinse quindi Arda a prendere i voti presso il monastero di Sant'Anna. In seguito Arda chiese di poter rinunciare ai voti e andò a vivere a Costantinopoli.
Nel 1112 il patriarca Arnolfo di Rœux persuase Baldovino a sposare la contessa Adelasia del Vasto, vedova di Ruggero I di Sicilia e reggente di Ruggero II. La donna raggiunse San Giovanni d'Acri nell'agosto 1113 e le nozze avvennero nello stesso anno. Inizialmente il patrimonio della contessa alleviò i problemi del regno di Baldovino, ma non riuscì nell'intento principale: dargli un erede.
I nobili di Gerusalemme, scontenti della situazione, attaccarono il patriarca Arnolfo di aver favorito il matrimonio nonostante la legittima moglie di Baldovino fosse ancora viva a Costantinopoli.
Nel luglio 1116, papa Pasquale II riabilitò Arnolfo a patto che risolvesse il matrimonio tra Baldovino e Adelasia. L'inverno dello stesso anno il re si ammalò gravemente e venne persuaso a lasciare Adelasia e richiamare Arda, la quale però non tornò mai a Gerusalemme. Baldovino morì nel 1118. La data di morte di Arda rimane sconosciuta.